# Floresi pézsmacickány
A floresi pézsmacickány (Suncus mertensi) az emlősök (Mammalia) osztályának Eulipotyphla rendjébe, ezen belül a cickányfélék (Soricidae) családjába és a fehérfogú cickányok (Crocidurinae) alcsaládjába tartozó faj.

## Előfordulása
Az indonéziai Flores szigetén honos.

## Természetvédelmi állapota
Az élőhelyének elvesztése fenyegeti. Az IUCN vörös listáján veszélyeztetett fajként szerepel.

## Fordítás
- Ez a szócikk részben vagy egészben  a   Flores Shrew című angol Wikipédia-szócikk fordításán alapul.  Az eredeti cikk szerkesztőit annak laptörténete sorolja fel. Ez a jelzés csupán a megfogalmazás eredetét és a szerzői jogokat jelzi, nem szolgál a cikkben szereplő információk forrásmegjelöléseként.